# Makchul
Makchul (hebrejsky מַכְּחוּל, v oficiálním přepisu do angličtiny Makchul, přepisováno též Makhul nebo Mahul) je arabská vesnice v Izraeli, v Jižním distriktu, v Oblastní radě al-Kasum.

## Geografie
Leží v nadmořské výšce 532 metrů v severní části pouště Negev nadaleko jižního okraje svahů Judských hor respektive jejich části, která je nazývána Hebronské hory (Har Chevron) a které zde dominuje masiv Har Amasa. Severně od vesnice leží lesní komplex Jatir.
Obec se nachází 64 kilometrů od břehu Středozemního moře, cca 92 kilometrů jihovýchodně od centra Tel Avivu, cca 27 kilometrů severovýchodně od Beerševy a 13 kilometrů západně od města Arad. Makchul obývají Arabové, respektive polokočovní arabští Beduíni, přičemž osídlení v tomto regionu je etnicky smíšené. Ve volné krajině dominují rozptýlená sídla Beduínů, městská centra v centrálním Negevu jsou většinou židovská. Od počátku 21. století se navíc v lokalitě východně od Makchulu plánuje výstavba nového velkého města Kasif, určeného pro ultraortodoxní Židy. Plány byly schváleny definitivně počátkem roku 2015. Kasif má mít až 100 000 obyvatel.
Makchul je na dopravní síť napojen pomocí místní komunikace, která jižně od vesnice ústí do dálnice číslo 31.

## Dějiny
Makchul je vesnice, která byla vytvořena roku 2003 a oficiálně uznána izraelskou vládou za samostatnou obec. Pracovně bývala nazývána Mar'it (מרעית) podle vádí Nachal Mar'it, které protéká západně od vesnice. Správní území vesnice dosahuje 7319 dunamů (7,319 kilometrů čtverečních).

## Demografie
Přesné údaje o počtu obyvatel nebyly dlouho k dispozici. Oficiální vládní statistické výkazy evidovaly Makchul jako pouhé „místo“ (makom) nikoliv obec. Podle neoficiálních zdrojů populace obce dosahovala cca 1500 lidí. Pro rok 2020 se počítalo s nárůstem na 6500. Funguje tu základní škola, probíhá výstavba inženýrských sítí a komunikací.
K 31. prosinci 2014 zde bylo oficiálně registrováno 356 lidí. Během roku 2014 populace stoupla o 10,9 %. Obyvatelstvo tvoří izraelští Arabové.
| Rok            | 2011 | 2012 | 2013 | 2014 |
| -------------- | ---- | ---- | ---- | ---- |
| Počet obyvatel | 227  | 298  | 321  | 356  |